# Су-7 (1944)
Су-7 (Первый) — советский экспериментальный истребитель-перехватчик, построенный в единственном экземпляре в 1944 году на базе штурмовика Су-6 — одноместного, но без бронекоробки, с теми же контурами и размерами. Предназначался для испытаний ЖРД.

## История
В 1944 году интерес к созданию высотных истребителей вновь возрос. Если в 1943 году причиной тому были полёты высотных немецких разведчиков над советской территорией, то теперь пришлось учитывать появление американских и английских скоростных высотных бомбардировщиков с гермокабинами — таких, как B-29 или высотные истребители Спитфайр XIV. Советскому авиастроению нельзя было отставать.
В письме А. С. Яковлева, датированном июлем 1944 года, со ссылкой на приказ наркома авиационной промышленности от 5 июня 1944 года, Сухому предлагалось в месячный срок разработать и представить эскизный проект высотного истребителя.
Практический потолок самолёта должен был составлять 15 000 метров, рабочая высота барражирования — 14 000 метров с запасом вертикальной скорости на этой высоте 4 м/с. Время барражирования не менее 1,5 часов. Максимальная скорость на высоте 12 000 — 14 000 метров должна быть 670 км/ч. Вооружение — пушка калибра 20 мм с боезапасом 120 снарядов. Необходимо было предусмотреть установку на самолёте второй пушки с тем же боезапасом. При проектировании в первую очередь необходимо было обратить внимание на обеспечение требования по потолку и времени барражирования.
В результате появился Су-7 (первый с этим названием), опытный (а по сути дела экспериментальный) истребитель-перехватчик, модификация штурмовика Су-6 одноместного, но без бронекоробки, с теми же контурами и размерами. Силовая установка — комбинированная: двигатель — АШ-82ФН с двумя турбокомпрессорами ТАК-3 и ракетным ускорителем РД-1-Х3 В. П. Глушко. Тяга его — 300 кгс при расходе топлива (керосин и азотная кислота) 1,6 кг/с. РД устанавливался в крайней хвостовой части фюзеляжа, горючее — за кабиной лётчика. Полётная масса стала 4360 кг. Вооружение: три пушки калибра 20 мм (370 снарядов).
Самолёт был выпущен в 1944 году и проходил заводские испытания, в ходе которых отрабатывались система питания и регулировка ЖРД.

## Испытания
Первый полёт на нём выполнил лётчик-испытатель Комаров в январе 1945 года. Скорость максимальная у земли была получена 480 км/ч, на высоте 7500 м — 590 км/ч без ЖРД и 680 км/ч с ЖРД и на высоте 12 000 м — соответственно 510 и 705 км/ч, потолок практический — 12 750 м. Продолжительность непрерывной работы ЖРД была около 4 мин, длина разбега с ним — около 300 м. Лётные испытания тормозились сильным факелением выхлопных патрубков, приводящим к обгоранию краски на бортах фюзеляжа. Все попытки устранить это явление оказались безуспешными, и в конце-концов турбокомпрессоры отключили от выхлопной системы. Ко второму этапу испытаний приступили 18 февраля, он продолжался до середины декабря. Испытания выявили ненадёжность двигателей РД-1 и небезопасность их эксплуатации. В декабре 1945 года решением 18-го ГУ НКАП работы по самолёту были прекращены.

## Результаты
Опыт использования на боевых самолётах ВРД- и ЖРД-ускорителей в комбинации с поршневыми двигателями выявил их полную бесперспективность для массового применения в авиации. Наиболее реальным, отвечавшим требованиям дальнейшего роста высот и скоростей полёта, становился турбореактивный двигатель.

## Тактико-технические характеристики

### Технические характеристики
- Экипаж: 1 человек
- Длина: 9,14 м
- Размах крыла: 13,50 м
- Высота: 2,85 м
- Площадь крыла: 26,00 м²
- Масса:
  - Масса пустого: 2600 кг
  - Максимальная взлётная масса: 4360 кг
- Двигатель:
  - Основной: 1 ПД АШ-82ФН с ТАК-3
  - Вспомогательный: 1 РД РД-1-Х3
- Мощность:
  - Основного: 1850 л. с.
  - Вспомогательного: 300 кгс

### Лётные характеристики
- Максимальная скорость на большой высоте: 705 км/ч
- Максимальная скорость у земли: 480 км/ч
- Дальность полёта: 990 км
- Практический потолок: 12750 м

### Вооружение
- Стрелково-пушечное вооружение :
  - три 20-мм пушки (370 снарядов)